# Karl Agathon
 (avril 2024).
Si vous disposez d'ouvrages ou d'articles de référence ou si vous connaissez des sites web de qualité traitant du thème abordé ici, merci de compléter l'article en donnant les références utiles à sa vérifiabilité et en les liant à la section « Notes et références ».
Karl C. « Helo » Agathon est un personnage de la série télévisée Battlestar Galactica, interprété par Tahmoh Penikett.
Agathon est ECO (Electronic Countermeasures Officer - Officier de contre-mesures électroniques) et responsable DRADIS sur un Rapace embarqué sur le vaisseau Galactica. Il fait équipe avec Sharon Valerii.
Lors de l'attaque surprise des Cylons, le Rapace de Sharon et d'Helo est endommagé, et ils doivent se poser sur la planète Caprica pour réparer. Sur cette planète, ils recueillent autant de réfugiés que leur vaisseau le permet (principalement des enfants). Voyant dans le groupe le célèbre Dr Gaïus Baltar, il lui cède sa place, estimant qu'il sera plus utile pour l'avenir des survivants, du fait de ses connaissances scientifiques. 
Errant sur Caprica, tentant d'échapper aux Cylons, muni seulement d'un pistolet et d'une trousse de secours, il fait la rencontre d'un modèle cylon Numéro Huit, copie conforme de Sharon. Elle se fait passer pour la véritable lieutenant Valerii revenue sur Caprica pour le chercher. Ensemble, ils cherchent un vaisseau capable de les ramener au Battlestar Galactica et ont une aventure : la "fausse" Sharon tombe enceinte. Il découvre quelques semaines plus tard sa vraie nature, mais son amour pour elle est plus fort que sa répulsion et il renonce à la tuer. 
Une fois arrivés dans la ville de Delphes, Helo et Sharon retrouvent Kara Thrace, venue sur ordre de la Présidente Laura Roslin chercher la légendaire Flèche d'Apollon, qui se trouve au musée de la ville. Ensemble, ils finissent par trouver un groupe de résistants humains et voler un vaisseau spatial cylon. Helo est donc de retour au Galactica après un périple de plusieurs semaines. 
Une fois de retour, il reprend ses fonctions d'ECO sur le Galactica. Il parvient aussi à sauver Sharon de l'exécution. Quelque temps plus tard, Agathon, aidé de son ami Galen Tyrol, tuent par accident un officier du Pegasus, en tentant de l'empêcher de violer Sharon. Ils sont arrêtés, emmenés sur le Pegasus et condamnés à mort par l'Amiral Helena Cain, malgré l'opposition du Commandant William Adama. Cependant, la mort de Cain les sauve, et Agathon est réintégré au Galactica.
Lors de l'installation des survivants sur La Nouvelle Caprica, Helo reste sur le Galactica, et devient, selon Ronald D. Moore, le nouveau XO (Executive Officier - commandant en second) du Galactica poste qu'il garde jusqu'à l'évacuation de Nouvelle Caprica et le retour du Colonel Tigh à ses anciennes fonctions. Lee Adama perdant le commandement du Battlestar Pegasus qui est détruit lors de la bataille de Nouvelle Caprica, retrouve ses fonctions de Chef d'Escadrille du Galactica. Helo revient alors à son poste d'officier chargé des CME sur la passerelle du Galactica.
Lors de l'attaque du Vaisseau Colonie, il part avec Athéna à la recherche de leur fille, Héra, dans le complexe cylon accompagné d'une escorte commandée par Kara Thrace. La troupe rencontre alors Boomer qui leur remet la petite Héra. Helo assiste alors à la mise à mort de Boomer par Athéna.
Quand les survivants des Douze Colonies de Kobol arrivent sur la Nouvelle Terre et se dispersent sur la planète, Helo avec Athéna et leur fille partent de leur côté pour vivre leur vie et élever celle qui deviendra "l'Eve mitochondriale", l'ancêtre commun de la grande majorité des êtres humains qui se succéderont alors sur Terre. 